# East of the Sun (and West of the Moon)

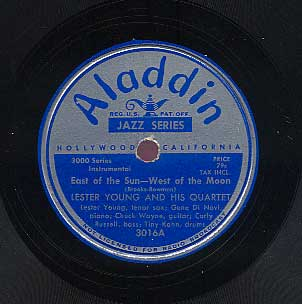
Lester Young: East of the Sun (and West of the Moon), 78er der Aladdin-Session mit Gene DiNovi, Chuck Wayne, Curly Russell und Tiny Kahn vom 29. Dezember 1947

East of the Sun (and West of the Moon) ist ein Lied von Brooks Bowman aus dem Jahr 1934, das sich zum Jazzstandard entwickelt hat.

## Entstehungsgeschichte
Bowman schrieb diesen Popsong während er an der Princeton University studierte, wo er an der Produktion des Theaterstücks Stags at Bay mitwirkte, das 1934 von dem Vokalensemble Princeton Triangle Club an der Studentenbühne der Universität in Princeton (New Jersey) uraufgeführt wurde. Neben diesem Song enthielt das Theaterstück, das auch zweimal in New York City vor ausverkauftem Saal gespielt wurde, weitere Lieder Bowmans wie Will Love Find a Way? und Love and a Dime.

## Besonderheiten des Songs
Der Text von East of the Sun kann nach Dietrich Schulz-Köhn als „Ausdruck eines romantischen Eskapismus“ gesehen werden: Das verliebte Paar baut ein Traumhaus der Liebe, das nahe zur Sonne des Tages und zum Mond der Nacht ist. Den Traum von dieser Flucht aus der Realität besiegelt das Bekenntnis einer Liebe, die nicht sterben wird, sondern von den Partnern aufrechterhalten wird.
Der in langsamem Tempo vorgetragene Song ist in G-Dur und der Liedform ABAC gehalten; jede Strophe besteht aus 36 Takten. In den Takten 7 und 8 fällt die Melodie „lockend-zärtlich“ Alec Wilder von C zum Es. East of the Sun gilt als „eine der schönsten Balladen der neueren Zeit.“

## Rezeption
Die erste Schallplattenaufnahme stammt angeblich von Hal Kemp und seinem Orchester, die East of the Sun am 1. Dezember 1934 für Brunswick Records eingespielt haben sollen; allerdings ist die Veröffentlichung nicht nachweisbar. 1935/36 coverten ihn das Casa Loma Orchestra, Bob Crosby, Chick Bullock, Benny Goodman, Jimmy Dorsey und Adelaide Hall; der Song wurde in den folgenden Jahren auch von Larry Clinton, Jack Teagarden, Tex Beneke, Tommy Dorsey (1940 mit Frank Sinatra, Hank D’Amico und den Sentimentalists), Sarah Vaughan, Joe Marsala und von Woody Herman aufgenommen. Zwar gab es auch später noch Einspielungen durch große Formationen, wie 1961 durch Francy Boland; feststellbar ist aber die Tendenz, East of the Sun „gewissermaßen als Standard für Combos festzulegen:“ Sarah Vaughan interpretierte den Song bereits 1944 mit ihren Allstars, zu denen Dizzy Gillespie, Georgie Auld und Chuck Wayne gehörten.  1947 spielte Lester Young das Stück bei einer seiner Aladdin-Sessions ein; 1949 folgte George Shearing. In den 1950er Jahren wurde der Song schließlich zu einem populären Jazz-Standard; so nahm ihn Sarah Vaughan am 19. Mai 1950 erneut, diesmal für Columbia Records auf (Album Sarah Vaughan in Hi-Fi), begleitet von George Threadwell and his All-Stars, zu denen unter anderem Miles Davis, Benny Green, Budd Johnson und Tony Scott gehörten. Für ihr auf Clef Records erschienenes Album Solitude nahm auch Billie Holiday das Lied im April 1952 auf. Sängerinnen wie Carmen McRae (mehrfach), Ella Fitzgerald, Dinah Shore oder Margaret Whiting folgten.
Charlie Parker spielte das Stück mehrfach ein, so 1949 im Royal Roast, 1950 with Strings und am 26. September 1952 bei seinem Auftritt beim legendären Rockland Palace Concert 1952 zu Gunsten der Kommunistischen Partei der USA. Weitere Versionen stammen von Stan Getz auf seinem Album West Coast Jazz (1955) und von Louis Armstrong, der es 1957 auf seinem Album I’ve Got the World on a String spielte, sowie von Lee Wiley (1958) und Frank Sinatra (1961). Weiterhin zu erwähnen sind Einspielungen von Dennis Budimir, Charles Lloyd, Red Norvo, Cal Tjader, Oscar Peterson, Jimmy Smith oder Buddy Tate. Der Komponist Henry Mancini übernahm 1962 für seinen Song Days of Wine and Roses die ersten acht Takte der Harmoniefolge des Stücks. Unter dem Titel „Sag' gute Nacht“ schrieb Inge Klaus auch eine deutsche Version des Songs.
1980 entstand eine Version des Trios von Jan Garbarek mit John Abercrombie und Naná Vasconcelos (Eventyr); in den 1990er Jahren wurde der Titel von Tony Bennett, Betty Carter (1996) und Diana Krall (1998, für ihr Album When I Look in Your Eyes) eingespielt. Im Jahr 2007 interpretierte Joshua Redman ebenfalls den Song.